# Tonino Lasconi
Don Tonino Lasconi (Fabriano, 20 agosto 1943) è un presbitero, scrittore e giornalista italiano.

## Biografia
"Appassionato del Vangelo e del suo intramontabile messaggio di speranza", prese gli ordini sacerdotali il 29 giugno 1967, e subito dopo fu spinto da un incarico in Azione Cattolica a dedicarsi alla conoscenza dei ragazzi e delle moderne forme di comunicazione come il cinema, la televisione, la fotografia, la pubblicità, la canzone, il teatro, il giornalismo.
Nel 1969, sempre da parte dell'Azione Cattolica, riceve l'incarico insieme ad un gruppo di persone di costituire l'Azione cattolica dei ragazzi (ACR) per la quale preparò negli anni successivi i sussidi per il cammino di fede. Nel 1979 gli fu per la prima volta affidata la cura della parrocchia di Nebbiano, dove realizzò per i ragazzi delle composizioni teatrali poi, perfezionate e pubblicate da Paoline Audiovisivi e rappresentate da parrocchie e oratori (Un natale a sorpresa, Un natale coi fiocchi, Noi figli dei magi, Liberi liberi, Dove sei Gesù).
Da anni tiene in giro per l'Italia seminari per catechisti e operatori pastorali; giornalista per alcune testate cattoliche (tra cui Avvenire, il giornale dei ragazzi Popotus, Rogate Ergo, Mondo Voc, Servizio della Parola), ha dato alle stampe una serie di pubblicazioni rivolte alle parrocchie italiane per la catechesi di bambini, ragazzi e adolescenti, per la formazione dei catechisti, e utilizzati dai parroci alla ricerca di un linguaggio nuovo e da loro ritenuto più adatto per comunicare la fede oggi, ai giovani e con gli adulti.
La sua attività di scrittore è iniziata con l'Ave, la casa editrice dell'Azione Cattolica Italiana (alcuni di questi libri, come Uffa che bello, Tra i ragazzi, Amico Dio, Fortissimo Gesù, sono stati uno strumento per la formazione degli educatori dell'Azione Cattolica Ragazzi), per proseguire con le Paoline, Elle di Ci, Cittadella Editrice, Edizioni San Paolo.
Lasconi afferma come per comunicare il Vangelo negli anni 2000 sia necessario abbandonare definitivamente i vecchi metodi alla "Catechismo di Pio X", assolutamente inadatti per la società moderna, e trovare forme nuove, agili, snelle, prendendo spunto dal linguaggio adottato dai mass media. In una delle sue preghiere più note infatti afferma "Signore, io lodo la pubblicità, non per quello che dice, ma per come lo dice, (...) perché lo fa investendo soldi, e impegnando cervelli, fantasie, capacità artistiche (...), per la sua scaltrezza, quella che dovremmo avere noi, per te".
Particolare successo ha avuto Gesù il grande rompi (nel 2015  è uscito Gesù il grande rompi 2), un libro che inizialmente fece storcere il naso all'editore, le Edizioni Paoline, per il titolo, il quale commenta i Vangeli mettendo in evidenza il lato più anticonformista di Cristo, il Cristo "psicologo" e comunicatore. Il volume fu preceduto nel 2000 da un altro titolo simile, Quando la fede rompe. 1, Domande e risposte sulla vita, Dio, la crescita, la sofferenza ....
Una parte dei suoi libri è stata tradotta in spagnolo, portoghese, sloveno, polacco e ultimamente in ceco, e pubblicata all'estero.
Attualmente svolge servizio di parroco nella Parrocchia di San Giuseppe Lavoratore di Fabriano, suo paese natale. È anche assistente diocesano dell'Azione Cattolica e direttore dell'Ufficio catechistico della Diocesi di Fabriano-Matelica. Inoltre, è membro del Consiglio pastorale diocesano.
Dal 1º aprile 2015 al 1º aprile 2021 è vicario generale della diocesi di Fabriano-Matelica.
Dal 9 febbraio 2020 è anche responsabile dello Sportello per la tutela dei minori della Diocesi di Fabriano-Matelica. 
È stato a lungo direttore del settimanale diocesano (Diocesi Fabriano-Matelica) L'azione.

## Opere
Dalla lista sono escluse le guide ai catechismi CEI ed altre pubblicazioni simili, nonché quelli scritti in collaborazione con altri autori.
- Adolescenti I: Domande a distanza ravvicinata
- Adolescenti II : Cuori amore
- Adolescenti allo specchio Elledici 1991, ISBN 88-01-10144-9
- L'età esplosiva, Elledici 1992, ISBN 88-01-10212-7
- Il misterioso linguaggio del corpo, Elle Di Ci 1994, ISBN 88-01-10357-3
- Cristiano? No, grazie, però..., Edizioni Paoline
- Io con te per 365+1, Ed. Paoline 1996, ISBN 88-315-1192-0
- Quando la fede rompe, Elledici 2000, ISBN 88-01-01584-4
- Strada facendo, Ed. Paoline 2001
- Intervista in paradiso, Ed. San Paolo
- O catechista, mio catechista! , Ed. Paoline 2002
- La Cresima e oltre, Ed. Paoline 2002
- 10... per amore, Ed. Paoline 2002
- Mai soli, Ed. Paoline 2002
- Doppio clic sulla catechesi, Ed. Paoline 2003, ISBN 88-315-2480-1
- Gesù il grande rompi, Ed. Paoline 2004, ISBN 88-315-2704-5
- La festa della mia Cresima, Ed. Paoline 2004
- Predicatelo con i media!, Ed. Paoline 2004
- La domenica ai box, Ed. Paoline 2005
- Amico Dio, Ed. Paoline 2007
- Ci credo ancora?, Elledici 2008, ISBN 88-01-05806-3
- Anche tu alla cena di Gesù, Paoline 2008
- In preghiera con lo Spirito Santo, Ed. Paoline 2010
- I ragazzi ai loro preti... e ai loro catechisti, Cittadella Editrice 2010
- I "messaroli": una risorsa, Cittadella Editrice 2011
- La catechesi che non c'è, Ed. Paoline 2012
- Mi confesso anch'io, Ed. Paoline 2014
- Le parole del legno, Ed Paoline 2014
- Gesù il grande rompi 2, Ed Paoline 2015